# بيلا بال
بيلا بال (بالمجرية: Pál Béla)‏ هو سياسي مجري، ولد في 5 أكتوبر 1953 في المجر. انتخب عضو الجمعية الوطنية المجرية.